# Gerichtsamt Bischofswerda
Das Gerichtsamt Bischofswerda war in den Jahren zwischen 1856 und 1874 die unterste Verwaltungseinheit und von 1856 bis 1879 nach der Abschaffung der Patrimonialgesetzgebung im Königreich Sachsen Eingangsgericht. Es hatte seinen Amtssitz in der Stadt Bischofswerda.

## Geschichte
Nach dem Tod des sächsischen Königs Friedrich August II. wurde unter der Regierung von dessen Nachfolger  König Johann nach dem Vorbild anderer Staaten des Deutschen Bundes die Abschaffung der Patrimonialgesetzgebung verordnet. An die Stelle der bisher im Königreich Sachsen in Stadt und Land vorhandenen Gerichte der untersten Instanz traten die zentral gelegenen Bezirksgerichte und Gerichtsämter in nahezu allen größeren Städten. Die Details der Verwaltungsreform regelten das sächsische Gerichtsverfassungsgesetz vom 11. August 1855 und die Verordnung über die Bildung der Gerichtsbezirke vom 2. September 1856.
Stichtag für das Inkrafttreten der neuen Behördenstruktur im Königreich Sachsen war der 1. Oktober 1856. Aufgelöst wurde das Königliche Gericht Bischofswerda. Das neu gebildete Gerichtsamt Bischofswerda unterstand dem Bezirksgericht Budissin. Sein Gerichtsbezirk umfasste Bischofswerda, Belmsdorf, Birkenrode, Burkau (Ober-, Mittel- und Nieder-) mit Carlsdorf, Cannewitz, Demitz, Frankenthal, Geißmannsdorf, Goldbach, Großhänchen, Harthau (Groß- und Klein-), Kleinburkau, Kynitzsch (Kessel), Leutwitz, Medewitz, Neuschmölln, Niederneukirch mit Freihufe, Niederputzkau, Oberneukirch mit neuen Häusern und Gickelshäusern, Oberputzkau mit Neuputzkau und Vogelhäusern, Pannewitz am Taucher, Pickau mit wüster Mark Taubitz, Pohla, Pottschapplitz mit Neupottschapplitz, Rammenau mit Galgenhäusern, Ringenhain, Röderbrunn, Rothnaußlitz mit Carlsdorf und Vogelgesang, Schaudorf, Schmölln (Nieder- und Ober-), Schönbrunn, Spittwitz mit Neuspittwitz, Scala und Schwarzwasser, Stacha, Taschendorf, Thumitz, Tröbigau mit Vorwerk, Uhyst am Taucher, Weickersdorf und Wölkau. Im September 1874 wurden die Orte Großdrebnitz und Kleindrebnitz aus dem Gerichtsamtsbezirk Stolpen in den Sprengel des Gerichtsamtes Bischofswerda übertragen. 
Nach der Neustrukturierung der Gerichtsorganisation gemäß dem Gesetz über die Organisation der Behörden für die innere Verwaltung vom 21. April 1873 gingen die Verwaltungsbefugnisse der Gerichtsämter 1874 auf die umgestalteten bzw. neu gebildeten Amtshauptmannschaften über.
Seitdem das bisherige königliche Gericht als königliches Gerichtsamt bezeichnet wurde, führte sein Vorstand den Titel Gerichtshauptmann.
Die Verwaltungsaufgaben des Gerichtsamtes Bischofswerda wurden im Zuge der Neustrukturierung der sächsischen Gerichtsorganisation gemäß dem Gesetz über die Organisation der Behörden für die innere Verwaltung vom 21. April 1873 in die im Jahre 1874 neugeschaffene Amtshauptmannschaft Bautzen mit Sitz in der Stadt Budissin integriert.
Das Gerichtsamt Bischofswerda wurde 1879 auf Grund des Gesetzes über die Bestimmungen zur Ausführung des Gerichtsverfassungsgesetzes im Deutschen Reich vom 27. Januar 1877 und des Gesetzes über die Zuständigkeit der Gerichte in Sachen der nichtstreitigen Gerichtsbarkeit vom 1. März 1879 durch das neu gegründete Amtsgericht Bischofswerda abgelöst.

## Gerichtsgebäude

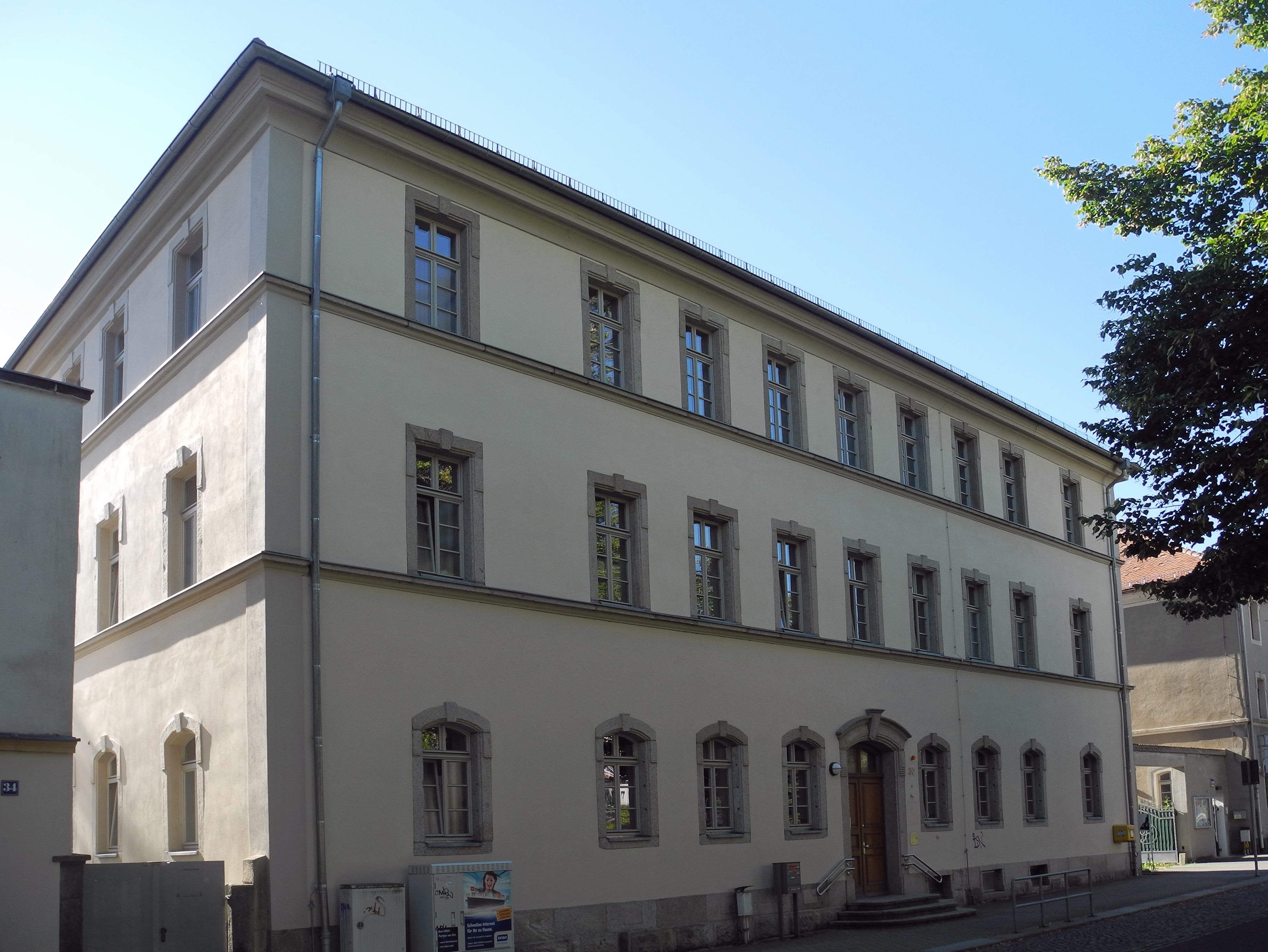
Gerichtsgebäude

Das Gerichtsamt nutzte das um 1850/1860 erbaute Gebäude des königlichen Gerichtes (Kirchstraße 30a, 32). Es handelt sich um einen neunachsigen, dreigeschossigen Bau mit zwei Gesimsen und profiliertem Ortgesims und Walmdach. Es ist ortsgeschichtlich von Bedeutung und steht daher unter Denkmalschutz.